# C++26
C++26 или C++2c (латиницей), или Си++26 (кириллицей) — ожидаемый стандарт языка программирования C++. Разработка началась сразу же после того, как в феврале 2023 года зафиксировали C++23.
С самого начала стандарт получил рабочее имя «Си++26». Си++0x должен был приблизить устаревающий Си++ к современным языкам, непрерывно разрабатываемым под руководством единоличника. (Си++ разрабатывается комитетом и есть много реализаций — в отличие от, например, Python.) Но стандарт запоздал, и с версии 14 новый язык выпускают не «когда готово», а раз в три года, при этом последний год — только доводка. КОВИД не сместил расписание — к пандемии как раз была готова версия 20, а версию 23 подготовили дистанционно.

## Заседания
1. 12…16 июня 2023, Варна (Болгария)[1] — первое после пандемии КОВИДа очное заседание.
2. 6…11 ноября 2023, Каилуа-Кона (Гавайи, США)[2]
3. 18…23 марта 2024, Токио (Япония)[3].
4. 24…29 июня 2024, Сент-Луис (Миссури, США)[4]
5. 18…23 ноября 2024, Вроцлав (Польша)[5]
6. 10…15 февраля 2025, Хагенберг-им-Мюлькрайс (Австрия)
7. Июнь 2025, София (Болгария) — ожидается
8. Ноябрь 2025, Каилуа-Кона (Гавайи, США) — ожидается

## Запрещены и удалены

### Запрещены в языке
- void f(int x...); — старый редкий синтаксис переменных параметров Си на разборе стека через va_list[6]. Остаются добавленный позже Си-совместимый void f(int x, ...);, неявный шаблон Си++20 void f(auto x...); Синтаксис шаблонов и va_list также можно объединить void f(auto x......);, и это тоже запрещено. Возможно, это шаг к шаблонному синтаксису «сколько угодно параметров int», то есть создающему отдельную функцию для нуля, одного, двух параметров[6].

### Удалены из языка
- Любые операции между enum и дробным; enum и другим enum. Ошибкоопасное наследие Си. Запрещены в Си++20, операция «звездолёт» <=> никогда не разрешалась[7]. Использовать явное преобразование типов. Может помешать совместимости с Си, обходится легко: +C1 + C2.
- Функции больше не могут возвращать ссылку на временный объект[8]. На именованный стековый пока ещё могут, хоть это тоже ошибка и диагностируется компиляторами. Константа is_convertible_v<int, const double&> остаётся true, ведь преобразование int → const double& законно в других местах. По мнению Антона Полухина (Яндекс), такое половинчатое решение связано с неявным преобразованием типа — ревизору не сразу понятно, был ли создан временный объект из именованного[9]. Само понятие временного объекта сложное и подразумевает операции вроде взятия поля, которые никогда не сделают из временного объекта именованный или динамический.
- Некодируемые строковые литералы (например, из-за отсутствия конкретного символа в кодировке исполнения) теперь ошибочны[10]. Многосимвольные литералы 'abc' не могут иметь префикса кодировки, и могут состоять только из символов, укладывающихся в одну минимальную кодовую единицу (байт). Для низкоуровневой оптимизации обработки текста лучше использовать bit_cast.
- Уничтожение объекта недоопределённого типа (class X;) операцией delete, даже без запрета (неофициально запрещён большинством компиляторов)[11]. Менеджер памяти знает размер выделенного участка и ему не нужна информация о типе. Но раньше предполагалось, что деструктор ничего не делает, что может снижать взаимозависимость между единицами трансляции в настоящем, но если в будущем тривиальный объект станет управляемым, будет утечка памяти.
- Сравнение массивов. Они сравнивались как указатели, с операцией «звездолёт» (Си++20) запретили[12]. Обходится легко: +a == b (Си), std::to_address(a) == b (Си++), нужно редко.

### Диагностика доступа до инициализации
Доступ до инициализации — это известный источник ошибок, и теперь запрещён в очень ограниченном виде — только на стеке. Если действительно неопределённое значение нужно — использовать новый атрибут [[indeterminate]].
union всегда считается инициализированным полностью. На объекты в «куче» диагностика не распространяется.
```
void
 
h
()
 
{

  
int
 
d1
,
 
d2
;

  
int
 
e1
 
=
 
d1
;
           
// теперь ошибка

  
int
 
e2
 
=
 
d1
;
           
// теперь ошибка

  
assert
(
e1
 
==
 
e2
);
      
// OK

  
assert
(
e1
 
==
 
d1
);
      
// выполнялось, теперь ошибка

  
assert
(
e2
 
==
 
d1
);
      
// выполнялось, теперь ошибка

  
std
::
memcpy
(
&
d2
,
 
&
d1
,
 
sizeof
(
int
));
 
// OK, но у d2 теперь ошибочное значение

  
assert
(
e1
 
==
 
d2
);
      
// выполнялось, теперь ошибка

  
assert
(
e2
 
==
 
d2
);
      
// выполнялось, теперь ошибка

}

void
 
f
(
int
);

void
 
g
()
 
{

  
int
 
x
 
[[
indeterminate
]],
 
y
;

  
f
(
y
);
     
// ошибка

  
f
(
x
);
     
// неопределённое поведение

}

```

### Запрещены в библиотеке
- is_trivial и вообще понятие тривиального типа[14] — из-за обманчивости: с одной стороны, может показаться, что тип тривиален по всем статьям, с другой — столь жёсткое требование часто не нужно. Если хотим сделать массив с «канарейкой» (особым числом, записанным по краям для проверки на запорченную память) и нет желания работать с неинициализированной памятью Си++17 (то есть «канарейку» придётся писать прямо поверх новосозданных объектов), условие работоспособности канарейки — тривиальное уничтожение, is_trivially_destructible.
  - Тривиальный тип — это тип, который тривиально конструируется без параметров и тривиально копируемый. Понятие «тривиально копируемый» оставлено, хоть и сложное: возможно копирование хотя бы одним из четырёх способов — конструктором/операцией, копирования/переноса, все доступные способы тривиальны (сводятся к memcpy); также тривиальный (ничего не делающий) деструктор.
- memory_order::consume — специфичная работа компилятора и кэша в атомарных переменных, предназначенная для задачи: один поток заполняет переменную данными, второй их потребляет (отсюда название), и более поздние загрузки этой переменной не могут быть вынесены наперёд. К посторонним переменным никаких требований. В Си++17 был устно запрещён, в Си++20 вернули. На отдельных архитектурах (POWER, GPGPU, старые реализации ARM) все загрузки будут consume, но не все — acquire, и на них, по-видимому, лучше использовать платформо-специфичные «хаки» — а в других платформах компиляторы не проверяли зависимостей и ставили барьер типа acquire (никакой доступ к памяти не может быть вынесен наперёд). Теперь всегда consume == acquire[15]. Свойство volatile в Java также, по сути, acquire. Аннотация [[carries_dependency]] (Си++11) осталась, но больше ничего не делает.

### Удалены из библиотеки
- Весь заголовок <codecvt> — нет обработки ошибок[16]. Запрещён в Си++17. Использовать внешние, более управляемые функции.
- allocator<T>::is_always_equal[17]. Ошибкоопасен при наследовании от аллокатора, в котором этот is_always_equal есть. Запрещён в Си++20, для проверки возможностей аллокатора использовать allocator_traits. Использовать в собственных аллокаторах, когда это действительно играет роль.
- string.reserve() без параметров, эквивалентный reserve(0)[18]. Со старым API строк (Си++98…17) использовалось как shrink_to_fit, им же и заменено. В Си++20 reserve больше не укорачивает строку, а данную перегрузку запретили.
- strstream (поток, который пишет в буфер памяти) — запрещён давно в Си++98 из-за опасности переполнения буфера[19]. Использовать spanstream (Си++20).
- wstring_convert (преобразование кодировок из многобайтовой в Юникод, заголовок <locale>) — запрещено в Си++17 из-за сложности[20][21].
- Атомарный API shared_ptr — запрещён в Си++20, использовать atomic[22].

### Снят запрет
- polymorphic_allocator.destroy — запрещено в Си++20. Пусть это же можно сделать и через allocator_traits, так короче[23].

## Язык

### Разные изменения в языке
- Параметром-значением в шаблонах (non-type template parameter) может стать и вызов конструктора. Указано, когда такой вызов возможен, а когда нет[24].
- Теперь можно навешивать атрибуты и на структурные переменные: auto [a, b [[vendor::attribute]], c] = f();[25]. Предложенное назначение — аннотирование кода для углублённой проверки на безопасность: например, char* в данном месте не требует закрывающего нуля.
- Структурные переменные в условных операторах сами могут быть условием, если для структуры в целом существует надлежащее преобразование в bool: if (auto [first, last] = parse())[26]. Или, вместе с новыми изменениями в библиотеке: if (auto [ptr, ec] = std::to_chars(p, last, 42)){}[27].
- union, независимо от внутренних типов, тривиально конструируется-уничтожается — например, чтобы отвести место на неинициализированную память[28]. Такая неинициализированная память, если возможна, то проще, чем буфер постороннего типа char buf[N], и к тому же constexpr. Исключение: если одно из полей инициализировано по умолчанию, конструктор не тривиален, а если это поле ещё и снабжено нетривиальным деструктором — то деструктора нет.

### Конструируемые строки вstatic_assert
Для начала придумали понятие «невычисляемая строка» (unevaluated string): закавыченная строка, значение которой не проходит в скомпилированную программу, а нужно только компилятору. Они являются частью _Pragma, asm, [[nodiscard]]… — и, конечно, static_assert. Им запрещается иметь префикс кодировки.
Впоследствии позволили в static_assert любую константно вычисляемую строку:
```
// Было

template
 
<
typename
 
T
,
 
auto
 
Expected
,
 
unsigned
 
long
 
Size
 
=
 
sizeof
(
T
)
>

constexpr
 
bool
 
ensure_size
()
 
{

  
static_assert
(
sizeof
(
T
)
 
==
 
Expected
,
 
"Неожиданный sizeof"
);

  
return
 
true
;

}

static_assert
(
ensure_size
<
S
,
 
1
>
());

// Остаётся надеяться, что компилятор напишет, что дело было в ensure_size<int, 1, 4>

```

```
// Стало

static_assert
(
sizeof
(
S
)
 
==
 
1
,

    
std
::
format
(
"Неожиданный sizeof: хотел 1, получил {}"
,
 
sizeof
(
S
));

// Неожиданный sizeof: хотел 1, получил 4

```

Сам constexpr format намеренно не внесён, но его прообраз, библиотека libfmt, уже способна на constexpr.

### i-й элемент пакета параметров
Теперь его можно получить как T...[i]. Например: void f(T&&... t) { g(std::forward<T...[0]>(t...[0])); }.
Формально это несколько бьёт по имеющемуся коду: void f(T...[0]){} представляло собой пакет безымянных массивов, но по факту не покрыто тестовыми программами и даже не компилировалось в MSVC и G++. C# и D поддерживают и i-й параметр с конца, но отрицательные числа для этого ошибкоопасны, а более сложный синтаксис решено не просить.
Эта функциональность, написанная на шаблонах, даёт O(n) специализаций. В CLang, а за ним и в G++ реализовано «волшебным» (встроенным в компилятор) шаблоном __type_pack_element<i, Types...> и используется, например, в variant.

### Имя_может повторяться
auto [where, _] = insert(); — давно устоявшаяся манера программирования, когда функция возвращает два поля, а нужно одно, особенно если возвращается неговорящий тип вроде pair. Второй вариант — идиома RAII требует именованный (не временный) объект, но имя не используется: захват мьютекса lock_guard _(someMutex). На случай, когда таких подчерков несколько, идиому расширили:
```
namespace
 
a
 
{

  
auto
 
_
 
=
 
f
();

  
auto
 
_
 
=
 
f
();
 
// Остаётся ошибка: с глобальными переменными не работает

}

int
 
_
;

void
 
f
()
 
{

  
using
 
::
_
;
   
// Остаётся OK, добавление в пространство имён постороннего символа

  
auto
 
_
 
=
 
42
;
 
// Теперь OK

  
using
 
::
_
;
   
// Остаётся ошибка: using _ разрешено только до локальной _

  
auto
 
_
 
=
 
0
;
  
// Теперь OK

  
static
 
int
 
_
;
 
// Остаётся ошибка: со статическими переменными не работает

  
{

    
auto
 
_
 
=
 
1
;
       
// Остаётся OK, замещение

    
assert
(
 
_
 
==
 
1
 
);
 
// Остаётся OK, имеем дело с замещённой переменной

  
}

  
assert
(
 
_
 
==
 
42
 
);
  
// Ошибка: которая из двух?

}

```

Правила языка получились простые.
1. Заглушкой является переменная _ — локальная (automatic storage duration), неглобальная структурная, нестатическое поле, переменная-перехват в лямбда-функции. Действительно, для функций, типов, глобальных переменных, using X=Y, концепций и шаблонных параметров новый механизм бесполезен: этим объектам либо нужно говорящее имя, либо Си++ уже даёт подходящие механизмы вроде безымянных типов.
2. Имя _ (независимо от того, годится ли объект на роль заглушки) можно использовать, пока не объявят подчерк-заглушку в том же блоке.
3. Использование или неиспользование подчерка-заглушки не должно вызывать предупреждений.

### Расширенconstexpr
- Преобразование указателей в void*, а потом обратно в свой тип[34]. Преобразование в посторонние типы неконстантно. Используется для так называемого стирания типа — при выполнении информация хранится в переменной общего типа, но её обработка выстраивается так, что все преобразования в частный тип верны. (Так устроены, например, обобщённые типы Java.) В CLang механизм уже есть (потребовался для выделения памяти) и вынести наружу ничего не стоит, G++ и EDG не видят препятствий. По заявлениям Г. Саттера, это шаг к constexpr format[35].
- Предыдущее изменение привело к тому, что теперь можно сделать constexpr placement new, допустимый только если указатель действительно смотрит на свой тип, и являющийся простой инициализацией[36]. Воспользовавшись нововведением, перенесли в constexpr библиотеку неинициализированной памяти (Си++17).
- Constexpr-указатели, ссылки и структурные переменные, представляющие собой просто название по имени того или иного constexpr-объекта[37].
- Выброс исключений с последующей обработкой[38]. Но в любом случае авария не должна выпадать наружу, иначе это не constexpr: вычисляется при исполнении, если контекст позволяет, и ошибка — если нет. Раньше уже факт выброса снимал constexpr. Некоторым наиболее распространённым исключениям сделан constexpr what(). Мотивация — при константных вычислениях иногда случаются ошибки, и нужно принудить компиляторы выводить в консоль диагностические сообщения, а не общее «выброшена ошибка std::invalid_argument».

### Вариативныйfriend
Одно из назначений оператора friend — объекты-утилиты, сделанные через саморекурсивные шаблоны. Если шаблон вариативный, то друзей может быть много.
Пример: так называемый passkey, идиома Си++, используемая, если скрытую функцию надо вызвать из несвязанного шаблона (обычно make_unique/make_shared). Чтобы шаблон имел к ней доступ, функция должна быть общедоступной, и скрывают не её, а параметр-затычку, так называемый passkey, который так просто не сконструируешь.
```
// Вариативный passkey

template
<
class
...
 
Ts
>

class
 
Passkey
 
{

  
friend
 
Ts
...;

  
Passkey
()
 
{}

};

class
 
C
 
{

public
:

  
// Можно вызвать только из Blarg, Blip и Baz

  
void
 
intentional
(
Passkey
<
Blarg
,
 
Blip
,
 
Baz
>
);

};

// Раскрыть класс для внутренних объектов

template
<
class
...
 
Ts
>

struct
 
VS
 
{

  
template
<
class
 
U
>

  
friend
 
class
 
C
<
Ts
>::
Nested
...;

};

```

### Разрешение вариативных шаблонных перегрузок с концепциями
Для простой шаблонной перегрузки с концепциями 1-2 уже прописано: если подходят несколько шаблонных функций, брать ту, чья концепция сильнее (у́же). То же самое сделано и для вариативной 3-4, очень сложным языком. «Почти правильный» код Си++23 может перестать компилироваться в 26.
```
template
 
<
std
::
ranges
::
bidirectional_range
 
R
>
 
void
 
f
(
R
&&
);
 
// №1

template
 
<
std
::
ranges
::
random_access_range
 
R
>
 
void
 
f
(
R
&&
);
 
// №2

template
 
<
std
::
ranges
::
bidirectional_range
...
 
R
>
 
void
 
g
(
R
&&
...);
 
// №3

template
 
<
std
::
ranges
::
random_access_range
...
 
R
>
 
void
 
g
(
R
&&
...);
 
// №4

void
 
call
()
 
{

    
f
(
std
::
vector
{
1
,
 
2
,
 
3
});
 
// OK, №2 сильнее

    
g
(
std
::
vector
{
1
,
 
2
,
 
3
});
 
// Теперь OK, №4 сильнее

}

```

### =delete("причина")
Иногда нужно отказаться от автоматического присваивания, одной из унаследованных функций или нежелательного преобразования типа. В Си++03 функцию удаляют заголовком без тела, по возможности скрытым private: void f();. В Си++11 появилось тело =delete: компилятор, а не линкер явно сообщает о недопустимом вызове. По словам источника, «автор библиотеки говорит: „Я знаю, что вы думаете делать, и это неверно“». И в том, и в другом случае функция участвует в разрешении перегрузок.
Нововведение дополнительно сообщает программисту, почему функция удалена и что делать — «…и это неверно, и я скажу, почему неверно и как надо». Например: Proxy<T> factory(const T&&) = delete("Опасно висячими ссылками");. Другие приведённые в источнике причины: старый API выброшен и отсылает на новый, некопируемый/труднокопируемый тип, недопустимое конструирование строки из nullptr, неправильный синтаксис создания динамического массива функцией make_unique.
Существуют предложения сделать условный =delete, как это сделали с explicit(bool) (Си++20) и noexcept(bool) (Си++11), но, по заверениям заявки, данный синтаксис не бросит на это тень.

### Пакеты в структурных переменных
Синтаксический сахар для сложных шаблонов, разбирающих объект-кортеж на части. Это работало и раньше — только на уровне библиотеки.
```
auto
 
[
x
,
y
,
z
]
 
=
 
f
();
  
// остаётся OK

auto
 
[...
xs
]
 
=
 
f
();
  
// новое

auto
 
[
x
,
 
...
rest
]
 
=
 
f
();
  
// тоже новое

// Новое: чтобы помножить кортеж на кортеж, оба рассматриваем

//  как структурные переменные

template
 
<
class
 
P
,
 
class
 
Q
>

auto
 
dot_product
(
P
 
p
,
 
Q
 
q
)
 
{

    
auto
&&
 
[...
p_elems
]
 
=
 
p
;

    
auto
&&
 
[...
q_elems
]
 
=
 
q
;

    
return
 
(...
 
+
 
(
p_elems
 
*
 
q_elems
));

}

```

### Расширенные самопроверки (контрактное программирование)
Пока сделали минимально действующий продукт, с тремя операторами: предусловие, постусловие и самопроверка.
```
int
 
f
(
const
 
int
 
x
)

  
pre
 
(
x
 
!=
 
1
)
 
// предусловие

  
post
 
(
r
 
:
 
r
 
!=
 
x
)
 
// постусловие

{

  
contract_assert
 
(
x
 
!=
 
3
);
 
// самопроверка

  
return
 
x
;

}

```

Пока отсутствуют:
- Включение самопроверок в систему типов — пока самопроверки никак не изменяют тип функции.
- Инварианты (одновременно предусловие и постусловие).
- Возможность обратиться к исходным значениям переменных в постусловии.
- Семантика, похожая на assume — компилятор предполагает, что условие выполняется, и оптимизирует код из этого предположения.
- Более наглядный показ, что собой представляет запрограммированный алгоритм.
- Деление самопроверок на уровни, которые можно включать и выключать по отдельности.
- Постусловия для функций, из которых нет выхода, или есть выход только аварийный.
- Самопроверки, которые исполнимы только при компиляции.
- Сохранение состояния от одной самопроверки к другой — «функция вызывается только один раз».
- Более сложные протоколы, чем вызов одной функции — например, перед работой с файлом нужно вызвать fopen.

### Шаблоны на концепциях
Проще всего объяснить примером: понятие «диапазон целых» обобщается в «диапазон чего-то».
```
// Было

template
<
typename
 
T
>

  
concept
 
range_of_integrals
 
=
 
std
::
ranges
::
range
<
T
>

       
&&
 
std
::
integral
<
std
::
remove_cvref_t
<
std
::
ranges
::
range_reference_t
<
T
>>>
;

// Стало

template
<
typename
 
T
,
 
template
 
<
typename
...
>
 
concept
 
C
>

  
concept
 
range_of
 
=
 
std
::
ranges
::
range
<
T
>

       
&&
 
C
<
std
::
remove_cvref_t
<
std
::
ranges
::
range_reference_t
<
T
>>>
;

template
<
typename
 
T
>

  
concept
 
range_of_integrals
 
=
 
range_of
<
T
,
 
std
::
integral
>
;

```

Разработчики писали подобное на лямбда-функциях:
```
template
 
<
typename
 
T
,
 
auto
 
ConceptWrapperLambda
>

  
concept
 
decays_to
 
=
 
requires
 
{

    
ConceptWrapperLambda
.
template
 
operator
()
<
std
::
decay_t
<
T
>>
();

  
};

template
 
<
class
 
T
>
 
requires
 
decays_to
<
T
,
 
([]
<
std
::
copyable
>
(){})
>

auto
 
f
(
T
&&
 
x
)
 
{}

```

### Переезжающие типы
Переезд объекта — полное разрушение объекта и создание идентичного в неинициализированном блоке — важная функция любого языка, используемая, например, при «подчистке» временных объектов, возврате значения функции. Компилятор старается избавляться от переездов, но это не всегда возможно.
Си++98 создавал копию, уничтожал имеющийся. Крайняя непроизводительность этого механизма и сделала оптимизацию возврата, никак не стандартизированную, но существующую почти во всех компиляторах. Перемещение объектов (Си++11) подняло производительность в важнейших случаях — тип T&& говорит, что объект ненужный и можно забрать из него ценные ресурсы (выделенную память, файловые дескрипторы и т. д.), оставляя объект опустелым, но корректным — ведь потом заработает деструктор. Так что резервы не исчерпаны: замечено, что многие нетривиальные объекты могут менять дислокацию значительно проще, чем конструктором перемещения и деструктором.
Две новых концепции, связанные с производительностью:
- Тривиально переезжающий тип — объект достаточно перебросить в неинициализированную память бит в бит, а исходный бросить, не вызывая деструктор — и это будет корректный объект.
- Заменяемый тип — вместо уничтожения-создания достаточно вызвать операцию перемещения.

Эти понятия ортогональны: динамический массив (std::vector) с полиморфным выделением памяти только тривиально переезжающий (замена даст новые данные во владении старого менеджера памяти); строка, содержащая указатель на внутренний малый буфер, только заменяемая (указатель на внутренние поля не переезжает). И оба не тривиально конструируемые с перемещением.
Автоматически (без явного указания программистом) тривиально переезжают типы с заведомо тривиальными конструктором перемещения и деструктором (виртуальный деструктор и раньше снимал тривиальность!) — правда, компилятор и в Си++98 знал, что делать. В тех случаях, которые важны для производительности, компилятор не в состоянии определить эти свойства, и программист пишет «тривиально переезжающий (заменяемый) тип, если возможно» — компилятор проверяет, что все поля переезжают/заменяются, и делает таковой всю структуру.
```
struct
 
Y
 
trivially_relocatable_if_eligible
 
{};

static_assert
(
std
::
is_trivially_relocatable_v
<
Y
>
);

```

Тривиальный переезд отключается для объекта с виртуальным наследованием: в любом случае указатель на виртуального предка трогать нельзя. А если на какой-то платформе ABI предлагает не указатель, а смещение — пусть семантика будет одинаковой для всех платформ. Для объекта с виртуальными функциями тривиальный переезд возможен: у объектов одного класса таблица виртуальных функций общая. Оптимизации std::swap за рамками нововведения.
В библиотеку неинициализированной памяти (Си++17) добавили функцию std::relocate — переезд объекта полным или сокращённым образом.

### Рефлексия при компиляции
В июне 2025 года приняты целых семь статей.
Си++ получил две новых операции — «баян» и «кошачьи ушки», а также оператор template for.
Операция «кошачьи ушки» (метаинформация) constexpr auto mInt = ^^int; переводит объект Си++ (тип, поле…) в информацию о нём. Операция «баян» (материализация) [:mInt:] x = 1; — наоборот. Все операции с метаинформацией автоматически consteval (выполняются только при компиляции).
Оператор template for разворачивается в последовательность вызовов.
С метаинформацией можно проводить разные преобразования, для этого есть std::meta, целая «волшебная» (определённая в компиляторе) библиотека.
Простейший пример — почленное хэширование. ^^T — получить метаинформацию о типе. nonstatic_data_members_of — есть метаинформация о типе, получить список полей. t.[:mem:] — «материализовать» метаинформацию в реальное поле объекта.
```
template
 
<
typename
 
H
,
 
typename
 
T
>
 
requires
 
std
::
is_standard_layout_v
<
T
>

void
 
hash_append
(
H
&
 
algo
,
 
T
 
const
&
 
t
)
 
{

  
constexpr
 
auto
 
ctx
 
=
 
std
::
meta
::
access_context
::
unchecked
();

  
template
 
for
 
(
constexpr
 
auto
 
mem
 
:
 
nonstatic_data_members_of
(
^^
T
,
 
ctx
))
 
{

      
hash_append
(
algo
,
 
t
.[
:
mem
:
]);

  
}

}

```

## Редакционные правки
- Разрешены разночтения в лексическом анализаторе: сращиванием строк текста через \⤶ и склеиванием лексем через препроцессорное ## можно получить имя символа; переводы строк внутри закавыченной строки запрещены. Это статус-кво, поддерживаемый G++, CLang и EDG[47].
- Некодируемые строковые литералы (например, из-за отсутствия конкретного символа в кодировке исполнения) ошибочны[10].
- Уточнены правила игнорирования стандартных атрибутов[48]:
  - Стандартный атрибут должен быть корректным по правилам текущего Си++, даже если игнорируется. (Уже в Си++23[35] и только добавлено примечание.)
  - У стандартных атрибутов необязательная семантика: убирание атрибута из корректной программы может менять её внешнее поведение, но не может придумывать новое — лишь ограничить до одного из допустимых вариантов, когда атрибут есть, и, возможно, убрать какие-то компилятороспецифичные гарантии. (Также в Си++23 и добавлено примечание.)
  - Псевдофункция препроцессора __has_cpp_attribute должна проверять, реагирует ли компилятор на данный атрибут (а не разбирает ли) — а если разбирает, но не реагирует, атрибут бесполезен и макросы совместимости должны развёртываться во внутренние функции вроде __builtin_assume. (А это новое правило.)
- Объявлено, что объект initializer_list ссылается на опорный массив, который может появиться в памяти двумя способами: как временный объект или как ссылка на какой-то массив, чьё время жизни продлено[49]. Другими словами, нет нужды копировать из сегмента данных на стек, теряя в производительности и надёжности.
- Требования к generate_canonical переписаны так, чтобы работало на недвоичных машинах, сохранялись статистические свойства на всём диапазоне [0,1) — и результирующее число никогда из-за недостатков дробной арифметики не стало бы единицей[50]. В результате может нарушиться взаимоповторяемость с Си++23 — на том же генераторе случайных битов могут выходить другие дробные.
- Переписано, когда можно опускать скобки при агрегатной инициализации: Point x[2] = { 1, 2, 3, 4 };[51].
- Заголовок модуля export module Name; не может быть макросом — это усложняет его обработку системой сборки[52]. Импорт может — не вызывает таких сложностей.
- Пустой бесконечный цикл — больше не неопределённое поведение[53]. CLang в таких ситуациях почему-то исполнял посторонний код.
- Выкинуты все [[nodiscard]] из стандарта в отдельный документ, описывающий оптимальную практику, в каких случаях его применять[54]. Предполагается, что изменения в этот документ будут вноситься легче, чем в стандарт. Один пример: правило MISRA C++ 28.6.4 запрещает вызывать как процедуры remove[_if], unique и empty[55] — на empty аннотация была, чтобы не путали с clear, а на остальных не было (результат нужен в дальнейшем resize/erase).
- Упрощены грамматические правила для литералов[56].
- Уточнена работа операций сравнения в expected[57].
- На стыке диапазонов, алгоритмов и разрешения перегрузки в пространствах имён возник специфичный вид объектов, призванных не вызывать функции из <algorithm> — ниблоиды (niebloids), в честь Эрика Ниблера, автора библиотеки диапазонов. Реализованы Ниблером в изначальной библиотеке, подхвачены G++, CLang и Microsoft, и их узаконили[58].
- Функции, работающие с непрерывными итераторами, получили официальное право преобразовывать их в указатели[59].

## Гармонизация с Си
- В набор символов внесены остатки печатного ASCII @$`, которые могут пригодится впоследствии[60]. Ранее в Си23 добавили @$, в первую очередь из-за EBCDIC — оба символа в разных диалектах кодировки на разных позициях[61].
- Выкинут strtok из автономной библиотеки вслед за Си[62], так как содержит внутреннее состояние. Большинство реализаций используют потоколокальные переменные, которые в автономной среде могут отсутствовать.
- Переписан макрос assert, чтобы лучше поддерживались шаблоны и многомерная индексация, коих просто не существовало на момент появления препроцессора Си[63].
- Новые библиотеки Си23 stdbit.h и stdckdint.h, без Си++-аналогов <cstdbit/cstdckint>[64].

### #embed— внедрение двоичных данных
Очень часто нужно вставить в программу двоичные данные в форме «как есть» — источник упоминает «чистый» образ файловой системы, который надо развернуть, когда пользователь просит полный сброс устройства, PNG-иконку, встроенные в программу скрипты на другом языке. Разработчики на Turbo Pascal могут вспомнить программу binobj и функцию Graph.InstallUserDriver.
Конструкция constinit const unsigned char data[] = { 1, 2 }; создаёт непропорционально много лексем, и хороший синтаксический движок CLang как-то справляется с ней, а другие компиляторы могут «зависнуть» надолго: 4 мегабайта данных компилируются от 8 секунд (CLang) до минуты (MSVC), а внедряются — за долю секунды.
```
const
 
unsigned
 
char
 
icon_display_data
[]
 
=
 
{

    
#embed "art.png"

};

```

Директива уже есть в стандарте Си23.
Преобразование данных из порядка байтов заведомо Intel/Motorola в машинный, важное для числовых таблиц (например, баллистических) не предусмотрено. Все примеры из статьи оперируют типом (unsigned) char, которому преобразование не нужно. Впрочем, немалое количество больших массивов — это байтовые данные в транспортном (сериализованном, файловом — пригодном для передачи через сеть или диск) формате: PNG, UTF-8, исполняемый файл…

## Библиотека

### Разные изменения в библиотеке
- Простейшая[к 1] библиотека идентификации кодировки исполнения[66].
- Получение системного дескриптора из fstream[67]. Может использоваться в высоконадёжном программировании, когда надо гарантированно записать данные на диск[68].
- Поддержка отладчика. Новый заголовочный файл <debugging> с тремя функциями: breakpoint(), breakpoint_if_debugging(), bool is_debugger_present()[69].
- Теперь объект ignore применим не только в tie: std::ignore = foo();[70].
- type_info из Си++23 получил кроссплатформенный порядок[71].

### Автономная библиотека
Автономная (freestanding) библиотека не полагается на системные вызовы (даже выделение памяти), выброс исключений (требует серьёзной работы со стеком), может быть написана даже на чистом Си++ и потому полностью кроссплатформенна.
- Возможен (не обязателен) operator new, возвращающий nullptr, приводящий к системной аварии или делающий что угодно по желанию реализатора. Добавлен макрос __cpp_lib_has_default_operator_new, проверяющий, возможно ли выделение памяти — например, вместо динамического std::vector могут использоваться массивы ограниченного размера[72].
- Множество функций Си, включая строковые и математические, а также <charconv> и char_traits[73].
- algorithm, array, optional, variant, string_view[74]. Переписаны монадные функции optional так, чтобы не ссылались на неавтономный (выбрасывающий исключения) value.
- expected, span, mdspan[75].
- numeric, random[76]

### Новыеconstexpr
- Устойчивая сортировка[77].
- consteval bool is_within_lifetime(&union_.field) — «волшебная» (реализованная внутри компилятора) функция, проверяющая, держит ли union то или иное поле[78]. Тип union при компиляции изначально (с Си++11) помеченный на манер variant, Си++20 позволил менять активное поле при компиляции, а доступ к другому полю отключает constexpr. Используется для экстремальной оптимизации по памяти с сохранением константности — например, для однобайтового optional<bool>.
- Больше математических функций, включая комплексные[79].
- Библиотека неинициализированной памяти, в constexpr-контексте или ничего не делающая, или проводящая простое присваивание[80][81].
- atomic, atomic_ref[82]. Многозадачности при компиляции, это, разумеется, не даст, но позволит выполнять такой код хоть в один поток.
- Многие части стандартных контейнеров, включая deque и map[83].
- Замена для integral_constant: тип constant_wrapper и шаблонная константа cw[84].

### Перевод данных в строку и наоборот
- from_chars_result получил operator bool[85] — проверку кода ошибки.
- to_string для дробных выдаёт то же, что и format("{}", x). А он, в свою очередь, то же, что to_chars — в компактном точном нелокализованном виде с целой частью[68][к 2]. Ранее он был унифицирован с printf("%f", x), то есть обращался к глобальной локали (ненадёжно, да и вычисление нужных параметров локали затратно)[68] и плохо работал со слишком большими/малыми числами[86]. Это нарушение совместимости, но to_string значительно реже других методов перевода чисел в строку. Проверив случайные 100 вызовов, авторы обнаружили, что только семь из них дробные, в одном явная ошибка — запись в INI в локализованном виде, а остальные используются для отладки.
- stringstream можно инициализировать строками string_view[87].
- То же самое с bitset[88].
- string + string_view[89]. Изначально в операции отказали из-за особенностей архитектуры LLVM — всё, что можно, она исполняет «лениво», и append точками следования фиксирует, где исполнять, а сложение в большом выражении может выйти за время жизни string_view. Так что целых пять редакций — это попытка найти наиболее удачную реализацию.
- string.subview — синтаксический сахар для получения подстроки как string_view[90].

#### format(Си++20)
- Унифицировано форматирование указателей[91].
- Параметры ширины теперь также проверяются при компиляции[92].
- Форматирование строк, заранее не известных: std::vformat(str, std::make_format_args(path.string())); → std::format(std::runtime_format(str), path.string());. Первое предназначено для писателей своих обёрток над форматированием вроде doLog(str, args...), а не для конечных пользователей, и в пользовательском коде опасно: make_format_args содержит string_view, и если его вытащить в отдельную переменную, string_view будет жить дольше, чем временная строка. Для надёжности тонкая обёртка runtime_format_string принимается только по временной ссылке[93].
- В само́м make_format_args избавились от std::forward и временных объектов, делая форматирование более устойчивым к висячим ссылкам[94].
- Серьёзная ошибка, ранее случившаяся в fmt (прообразе format): кодовые единицы char, будучи отформатированы как числа или с «широкой» форматной строкой, выдавали зависящий от реализации вид[95]. Теперь char, отформатированный как число, будет unsigned; отформатированный как символ в широком контексте — символом с кодом 0…255.
- Форматирование path[96].

#### print(Си++23)
- println() без параметров[97].
- print может захватывать или не захватывать мьютекс консоли в зависимости от того, как происходит преобразование: преобразовать в строку целиком, потом вывести (например, для чисел), или параллельно преобразование-вывод (например, для массивов)[98].

### Функциональное программирование
- Добавлена copyable_function, построенная по принципу новой move_only_function (Си++23) и много легче[к 1], чем function (Си++11), которая один из самых тяжёлых типов STL. Последнюю всё-таки решили не запрещать[99].
- Добавлена совсем лёгкая function_ref, не инкапсулирующая вызываемый объект, а просто ссылающаяся на него[100]. Может использоваться для callback’ов, если основная функция тяжёлая или виртуальная, и не хочется делать её шаблонной. Класс писали своими силами: в заявке приведены шесть реализаций, некоторые на Си++14, и три из них назывались function_ref.
- Добавлен облегчённый шаблонный карринг через bind_front, если вызываемый объект (например, слот Qt) вычисляется раз и навсегда при компиляции[101].
- This-параметры из Си++23 позволили внести одну из перегрузок visit внутрь variant[102].

### Метапрограммирование
- std::is_virtual_base_of — важно при преобразовании указателей из типа в тип[103]. Приведён пример: в зависимости от того, виртуальный целевой указатель или нет, weak_ptr переносится из типа в тип через сильный указатель или напрямую.
- Объект monostate продублирован в <utility>[104].

### Хранение данных
- Добавлен hash для календарных типов[105].
- Добавлен weak_ptr.owner_hash и несколько других подобных функций[106].
- Закончен разнородный поиск в [unordered_]set/map: добавлены шаблонные insert, insert_or_assign, try_emplace, operator[], bucket[107]. Разнородный поиск начат в Си++14, и позволяет хранить с «тяжёлыми» ключами (string), а искать по «лёгким» (string_view или даже const char*). Программист сам включает разнородный поиск (полем-типом CompareObject::is_transparent) и задаёт набор допустимых ключей.
- Операции сравнения для reference_wrapper[108].
- Возможность писать std::find(v.begin(), v.end(), {3, 4});[109]. Для этого всего лишь в шаблоны типа template<class T, class Allocator, class U> добавили class U=T, которое работает, когда тип ключа определить невозможно.

#### inplace_vector— простейший массив переменной длины
Массив переменной, но ограниченной длины, основанный на обычном массиве. Этот контейнер часто пишут собственными силами — скажем, boost::static_vector<T, Capacity>. Нужен, если даже обычный вектор слишком тяжёлый, или менеджер памяти недоступен (в автономной/безопасной среде, на очень ограниченных машинах). Constexpr, если внутренний тип тривиальный. Тривиально копируемый, если внутренний тип тривиально копируемый.
Частично автономный: часть функций при переполнении массива выбрасывает исключения. Но такие структуры любят в ограниченных средах, безопасном и системном программировании, где исключениями пользоваться не принято, так что есть функции вроде try_emplace_back.

#### indirectиpolymorphic— аналогиunique_ptr
Представляют собой указатели единоличного доступа. Семантически это объекты-значения, с такими отличиями от старого unique_ptr:
- есть конструктор копирования, копирующий объект;
- const-доступ делает константным и объект;
- для удобства могут и не содержать объекта, и для этого есть функция, именуемая valueless_after_move, но эта семантика не поощряется и лучше null object и/или optional;
- может применяться оптимизация малых буферов.

Разница только в том, что indirect поддерживает только свой тип (и годится, например, для идиомы pimpl), а polymorphic — любой производный, и потому «под капотом» содержит инфраструктуру для подбора нужного конструктора копирования.

#### Улей — неперемещающий динамический список
Улей (hive) — специализированный менеджер памяти для однотипных данных, используемый в играх и скоростной торговле. Никогда не перемещает, объект вставляется в случайное место, быстры операции «проход», «добавление» и «удаление».

#### optional<T&>
Обёртка вокруг указателя, очень простой тип, который программисты часто пишут своими силами. Обычно применяется для передачи параметров в функцию, возвращается в результате по набору. Имеет преимущества перед указателем:
- Запрещает арифметику указателей, что даёт плюс к безопасности кода.
- Сразу объясняет, что это за указатель: ссылка на объект или ничего. Владение объектом не передаётся, уничтожает тот, кто и раньше за него отвечал.
- Позволяет все утилиты, имеющиеся в optional «из коробки»: итератор, монадные функции…

### Диапазоны и другие представления данных
- Переписан projected (внутренний тип библиотеки диапазонов), лучше работающий с указателями на недоопределённые классы (class Opaque;). Многие из функций диапазонов не работали там, где работал «голый» STL[116].
- Комплексным числам добавлено get<0> и <1>, как обычным кортежам (tuples)[117].
- basic_const_iterator можно получить из неконстантного собрата[118].
- views::concat[119].
- ranges::generate_random[120] — стандартная версия простейшая, но авторы библиотек могут добавлять к генераторам/распределениям нестандартные функции, чтобы получать сразу много случайных чисел. Какие именно — стандарта пока нет.
- Объекту std::optional даны итератор, begin и end — то есть он тоже стал диапазоном[121].
- Выкинуто invocable<F&, iter_common_reference_t> из многих концепций, связанных с итераторами, что позволило итераторы-заместители (vector<bool>)[122].
- views::cache_latest[123].
- ranges::reserve_hint — обычно применяется для представлений (views), и приближённо прикидывает, сколько там элементов. Связано это с Юникодом: малая доля букв имеет верхний регистр, и совсем немного — верхний регистр не из одной буквы, так что для условного uppercase_view можно предположить, что ожидаемая длина — это длина исходной строки (а может, немного больше).[124].
- views::to_input — переводит представление в самый простой вид, чтобы дальнейшие алгоритмы не пытались реализовать продвинутую функциональность, видя, например, представление прямого доступа[125].
- views::indices — немалое количество случаев вызова объекта iota начинается с нуля. И тут злую шутку играет x64: размеры объектов — unsigned long long, и iota(0, x.size()) не компилируется. Если для нешаблонного кода можно написать 0uz, то для шаблонного обходной путь довольно сложен[126].

#### span(Си++20) иmdspan(Си++23)
- Функция submdspan, производящая слайсинг многомерных массивов. На выходе получается mdspan (Си++23), возможно, с нестандартным типом внутри[127].
- Конструктор span(initalizer_list), не требующий промежуточного объекта вроде массива[128].
- span.at(i), выкидывающий аварию[129].
- mdspan с излишним выравниванием[130].
  - Впоследствии сделали объект для излишнего выравнивания — aligned_accessor[131].
- Улучшено угадывание статических (устанавливающихся при компиляции) габаритов mdspan, если таковые имеются[132].
- std::mdspan<float, std::dextents<2>> a; — не столько для краткости, сколько для угадывания шаблонных параметров: mdspan a(storage.data(), height, width);[133]

### Параллельное программирование

#### Разное
- Параллельные операции на диапазонах[134].

#### Атомарный API
- atomic_fetch_min/max — вычисление минимума/максимума атомарной переменной и обычной, и запись полученного обратно в атомарную[135].
- atomic и atomic_ref могут работать с cv-объектом. Предполагаемое назначение — объект в системной памяти и у него семантика volatile, а для доступа между потоками одной программы нужен atomic[136]. Задним числом добавлен в Си++11 и далее.
- atomic_ref может давать указатель на неатомарный объект[137]. Заявленные задачи: старый API на volatile; отход от атомарного доступа к неатомарному; атомарный доступ к полю объекта, а не ко всему объекту вместе; адрес вообще не надо разыменовывать (например, чтобы различать объекты).

#### Read-copy-update
Примитив неблокирующей синхронизации. Объект хранится в динамической памяти. Как только этот объект изменили, создают новый такой же, а старый, когда можно, удаляют.
```
// Было — блокирующая версия

Data
*
 
data_
;

std
::
shared_mutex
 
m_
;

template
 
<
typename
 
Func
>

auto
 
reader_op
(
Func
 
fn
)
 
{

  
std
::
shared_lock
<
std
::
shared_mutex
>
 
l
(
m_
);

  
Data
*
 
p
 
=
 
data_
;

  
return
 
fn
(
p
);

}

void
 
update
(
Data
*
 
newdata
)
 
{

  
Data
*
 
olddata
;

  
{
 
std
::
unique_lock
<
std
::
shared_mutex
>
 
wlock
(
m_
);

    
olddata
 
=
 
std
::
exchange
(
data_
,
 
newdata
);

  
}

  
delete
 
olddata
;

}

```

```
// Стало — не блокируются только читатели

std
::
atomic
<
Data
*>
 
data_
;

template
 
<
typename
 
Func
>

auto
 
reader_op
(
Func
 
fn
)
 
{

  
std
::
scoped_lock
 
l
(
std
::
rcu_default_domain
());

  
Data
*
 
p
 
=
 
data_
;

  
return
 
fn
(
p
);

}

void
 
update
(
Data
*
 
newdata
)
 
{

  
Data
*
 
olddata
 
=
 
data_
.
exchange
(
newdata
);

  
std
::
rcu_synchronize
();

  
delete
 
olddata
;

}

```

#### Hazard pointer
Главный недостаток идиомы read-copy-update в данном исполнении — не ждут только читатели, писатель может надолго «зависать». Это «зависание» означает, что другие читатели работают и держат объект, но не всегда допустимо.
Hazard pointer дополнительно следит, какие потоки пользуются тем или иным объектом, и как только объект перестаёт использоваться, он исчезает.
Идиома похожа на подсчёт ссылок, но подсчитывает только локальные ссылки из функций доступа — а не глобальные ссылки между объектами. Это позволяет циклические ссылки без слежения, чей «ранг» выше (от «контейнеров» к «содержимому» — shared_ptr, в прочие стороны — weak_ptr), а также без присущего shared/weak_ptr управляющего объекта, исчезающего, когда исчезнет последний слабый указатель.
Система сделана беспрепятственной по записи ценой повышенного расхода памяти: read-copy-update хранит одно поколение старых данных, а hazard pointer — сколько угодно.
Поскольку G++ всё ещё держит совместимость двоичных интерфейсов, на будущие дополнения оставили 4/8 байтов на объект.
(Старая блокирующая версия — та же)
```
// Стало — не блокируется и писатель

struct
 
Data
 
:
 
std
::
hazard_pointer_obj_base
<
Data
>
 
{}

std
::
atomic
<
Data
*>
 
pdata_
;

template
 
<
typename
 
Func
>

auto
 
reader_op
(
Func
 
userFn
)
 
{

  
std
::
hazard_pointer
 
h
 
=
 
std
::
make_hazard_pointer
();

  
Data
*
 
p
 
=
 
h
.
protect
(
pdata_
);

  
return
 
userFn
(
p
);

}

void
 
writer
(
Data
*
 
newdata
)
 
{

  
Data
*
 
old
 
=
 
pdata_
.
exchange
(
newdata
);

  
old
->
retire
();

}

```

#### Фреймворк асинхронно-параллельного исполнения
Предполагается, что немалые части этой библиотеки будут написаны не на Си++. Два главных объекта — планировщик (scheduler) и задача на исполнение (sender), оба — концепции (sender auto). Для тех, кто сам пишет планировщики, есть объект receiver для этой же задачи.
```
using
 
namespace
 
std
::
execution
;

scheduler
 
auto
 
sch
 
=
 
thread_pool
.
scheduler
();

sender
 
auto
 
begin
 
=
 
schedule
(
sch
);

sender
 
auto
 
hi
 
=
 
then
(
begin
,
 
[]{

    
std
::
cout
 
<<
 
"Hello world! Have an int."
;

    
return
 
13
;

});

sender
 
auto
 
add_42
 
=
 
then
(
hi
,
 
[](
int
 
arg
)
 
{
 
return
 
arg
 
+
 
42
;
 
});

auto
 
[
i
]
 
=
 
this_thread
::
sync_wait
(
add_42
).
value
();

```

Антон Полухин из Яндекса считает, что пока у этой системы есть недостатки: она устроена на шаблонах и концепциях (нет единого полиморфного объекта для передачи между библиотеками), и крайняя низкоуровневость.
В ноябре 2024 добавили объекты prop и env.
В июне 2025 добавили первую параллельную реализацию.

### Математика
- В библиотеку рациональных чисел (Си++11) добавлены новые приставки СИ ронна-, ронто-, кветта-, квекто-[144].

#### Арифметика с насыщением (упором в край)
Стандартная работа беззнаковых типов — арифметика остатков: при переходе через {\displaystyle 2^{n}} значение превращается в 0. Знаковые — зависят от реализации. Но это не всегда нужно: например, {\displaystyle 2^{n}-1} может означать «сколько угодно» и прибавление к нему единицы должно оставлять {\displaystyle 2^{n}-1}. Никакой защиты от дурака нет. Поддерживаются четыре арифметических действия и преобразование типов. Деление с упором div_sat при делении на ноль перестаёт быть константным.
```
#
 
include
 
<numeric>

// Считаем, что у нас 8-битный char и отрицательные в дополнительном коде

int
 
x1
 
=
 
add_sat
(
3
,
 
4
);
               
// 7

int
 
x2
 
=
 
sub_sat
(
INT_MIN
,
 
1
);
         
// INT_MIN

unsigned
 
char
 
x3
 
=
 
add_sat
(
255
,
 
4
);
   
// 3!! — работа в int и преобразование 259 → 3

unsigned
 
char
 
x4
 
=
 
add_sat
<
unsigned
 
char
>
(
255
,
 
4
);
   
// 255

unsigned
 
char
 
x5
 
=
 
add_sat
(
252
,
 
x3
);
  
// Ошибка, нет нужной перегрузки

unsigned
 
char
 
x6
 
=
 
add_sat
<
unsigned
 
char
>
(
251
,
 
x2
);
  
// 251!! — преобразование INT_MIN → 0

unsigned
 
char
 
x7
 
=
 
saturate_cast
<
unsigned
 
char
>
(
-5
);
  
// 0

```

#### Заполненная линейная алгебра
Добавились BLAS-подобные алгоритмы линейной алгебры для заполненных (большей частью ненулевых) векторов и матриц. Мотивация:
- Комитет Си++ сам поставил линейную алгебру приоритетом.
- Си++ — стандартная платформа для наукоёмкого ПО, которому линейная алгебра более чем нужна.
- Это как сортировка массива: примитивные алгоритмы медленные, а самые быстрые реализации можно получить аппаратно-специфичными улучшениями.
- В стандарте Си++ и так много разной математики — и умножение матриц не менее важно, чем функции Бесселя.
- BLAS — известный стандарт линейной алгебры, мало менявшийся с годами.
- Это такой же путь к интеграции в Си++ сторонних стандартов, как Юникод (идёт работа) и часовые пояса.

Конструкция полностью шаблонная и на mdspan. Преимущества перед стандартным BLAS:
- Работают любые типы, в том числе смешанные (данные в float, расчёт в double), а не только четыре стандартных BLAS’овских.
- Можно оптимизировать работу с матрицами небольших жёстко заданных габаритов — например, через SIMD.
- С небольшими изменениями возможно будет запустить целый пакет заданий (например, для машинного обучения).

Пока вне рассмотрения: расширенные функции BLAS/LAPACK, разреженная алгебра, расчёты повышенной точности, тензоры («матрицы» с тремя и более измерениями), параллельная работа, перегрузка операций ±. Последняя — из-за неоднозначности (есть несколько типов умножения векторов), данные могут быть в одном типе, а работа в другом, и из-за больших объёмов памяти и многоступенчатых расчётов промежуточные буфера часто используются повторно.
Добавлены:
- Простейшие операции с матрицами вроде сложения
- Поиск, как надо повернуть вектор в 2D, чтобы одна из координат равнялась нулю (поворот Гивенса)
- Разные виды норм векторов и матриц
- Операции y := Ax, y := Ay, z := y + Ax для матриц общего вида, а также симметричных/эрмитовых/треугольных
- Операции A:=A + xyᵀ + yxᵀ, A:=A + αxxᵀ для симметричных/эрмитовых матриц (для эрмитовых матриц — вместо транспонирования соответственно эрмитово сопряжение)
- Операции A := xyᵀ, C := BA, C:=E + BA для матриц общего вида
- Операции C := BA, C := AC, C := CA, C:=E + BA для симметричных/эрмитовых/треугольных матриц
- Операция с симметричной/эрмитовой матрицей C :=C + αAAᵀ (матрица C была симметричной/эрмитовой и в результате ею останется, матрица A общего вида)
- Операция с симметричной/эрмитовой матрицей C:=C + ABᵀ + BAᵀ
- Решение треугольной СЛАУ, а также серии таких СЛАУ с общей матрицей

Нет даже решения заполненных СЛАУ. Вот одна из стандартных функций — решение треугольной СЛАУ на месте.
```
template
<
in
-
matrix
 
InMat
,

         
class
 
Triangle
,

         
class
 
DiagonalStorage
,

         
inout
-
vector
 
InOutVec
>

void
 
triangular_matrix_vector_solve
(

  
InMat
 
A
,

  
Triangle
 
t
,

  
DiagonalStorage
 
d
,

  
InOutVec
 
b
);

```

Здесь пустой тип-тэг Triangle показывает, каким треугольником собрана матрица, верхним или нижним. Аналогичный тэг DiagonalStorage — что представляет собой диагональ матрицы A: явные значения или неявные единицы. В векторе b изначально правая часть системы, в результате расчёта будет решение.

#### Семейство инкрементальных генераторов псевдослучайных чиселPhilox
В параллельных расчётах сложно получить псевдослучайность: если брать несколько независимых генераторов (multistream approach), то чем их инициализировать, чтобы не случилась атака «дней рождения», приводящая к плохому перемешиванию точек? Можно также брать 2‑е, 12‑е, 22‑е число (substream approach), но арифметический генератор потребует 10 пусков на каждое число. В таких случаях используют специальные инкрементальные (основанные на счётчике) генераторы псевдослучайных чисел — к счётчику (единицы машинных слов) прибавляется 1, затем обрабатывается очень слабым шифром. Потоки либо получают каждый по генератору с далёкими друг от друга значениями счётчика в уверенности, что последовательности не пересекутся (multistream approach), либо берут 2‑е, 12‑е, 22‑е число без потери производительности (substream approach).
В Си++ добавлено семейство инкрементальных генераторов Philox (2011), и две специализации philox4x32 и philox4x64. Поведение каждой жёстко заспецифицировано: 10 000-й запуск версии 4×32 даст число 1 955 073 260. Семейство широко распространено и независимо реализовано у NumPy, nVidia, AMD, Intel, Microsoft…

### ПоддержкаSIMD
Сложная долго разрабатывавшаяся библиотека. Пример:
```
float
 
*
 
addr
 
=
 
...;

void
 
f
(
std
::
simd
<
double
>
x
 
)
 
{

  
x
.
copy_to
(
addr
,
 
std
::
simd_flag_convert
 
|

            
std
::
simd_flag_overaligned
<
16
 
>
);

}

```

### Работа с неопределённым поведением

#### observable — барьер для неопределённого поведения
Функция observable является барьером для неопределённого поведения — всё, что до неё, если само не является неопределённым, должно пройти нормально. Например, она может служить для автотестов на неопределённое поведение, или как барьер перед сомнительным действием.
```
void
 
b
(
int
 
&
r
,
 
int
 
*
p
)
 
{

  
if
 
(
!
p
)
 
std
::
fprintf
(
stderr
,
 
"count: %d
\n
"
,
 
++
r
);

  
std
::
observable
();

  
if
 
(
!
p
)
 
std
::
fprintf
(
stderr
,
 
"p is null
\n
"
);

  
*
p
 
+=
 
r
;
    
// Из-за этой строки компилятор может считать, что p ≠ null

}

```

Функция не обязательно «магическая» (встроенная в компилятор); одна из возможных реализаций — доступ к volatile-переменной. На многозадачность никак не влияет и не заменяет межпоточную синхронизацию.
Не принято, но ожидается: любая проверка контракта — вызов этой же std::observable.

#### Укреплённая библиотека
Си++ много думает над тем, как сделать новый код безопаснее, но надо налаживать безопасность здесь и сейчас, тем более доклад Белого дома (февраль 2024) говорит, что Си++ — очень опасный язык. Предлагается новая версия стандартной библиотеки — укреплённая. Некоторые (пока немногие) предусловия, обычно выход за диапазон, превращаются в нарушение контракта.
Может быть вопрос: а зачем это, если и без контрактов будет аварийный останов? Может и не быть, а тихо испортить память или выдавать другие ошибки: разыменование пустого std::optional может выдать что угодно.

## Ожидаются, но не одобрены
- Структуры данных
  - path_view, аналог string_view для путей[154]. По факту variant, способный ссылаться без хранения на пути разных форматов и оперативно перекодировать в системный вид — rendered_path, буфер достаточно больших размеров с возможностью запросить ещё больше, выделив память.
- Многозадачность:
  - Параллельные очереди[155].
  - «Волокна», элементы стековой кооперативной многозадачности[156]. Сопрограммы Си++20 бесстековые, то есть могут использоваться в любой среде, где есть setjmp/longjmp и выделение памяти (в автономной нет даже их).
- Прочее:
  - Улучшения в библиотеке диапазонов[157].

## Будут неизвестно когда
Ожидается добавление дополнительных важных функций, однако пока не ясно, будут ли они готовы к сроку Си++26.
- Библиотечная поддержка сопрограмм (языковая есть в Си++20)
- Сеть — не удалось сделать модульный подход
- Некое pattern matching — возможно, используя ключевое слово inspect, аналог switch, действующий даже на разные объектные подтипы и разные шаблоны строк[159]

## Комментарии
1. 1 2  Здесь и далее «лёгкий/тяжёлый» — по системным ресурсам (процессорному коду, расходу памяти и т. д.), «простой/сложный» — по работе программиста, «простейший» — по функциональности.
2. ↑  Компактный — выбирает простой или стандартный вид в зависимости от того, что короче. С целой частью — не может выдавать запись .5. Точный — производит достаточно цифр, чтобы обратное преобразование вернуло ту же дробь до бита. Нелокализованный — жёстко закодирована так называемая «локаль Си»: набор цифр ASCII 0…9, знак отрицательного числа ASCII дефис-минус, разделитель дроби точка, разделителя тысяч нет.